# HD8717
HD8717 — хімічно пекулярна зоря спектрального класу A3, що має видиму зоряну величину в смузі V приблизно 8,3.
Вона  розташована на відстані близько 573,2 світлових років від Сонця.

## Пекулярний хімічний вміст
Зоряна атмосфера HD8717 має підвищений вміст
Cr
.